# Ольрик, Дагмар

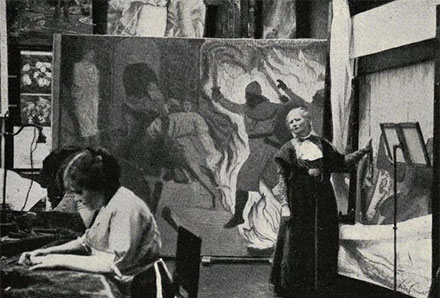
Дагмар Ольрик с помощником в ратуше Копенгагена

Дагмар Ольрик (дат. Dagmar Olrik; 1860—1932) — датская художница и мастер гобеленов. Она получила известность благодаря своим ткацким и гобеленовым работах, в частности за то, что она украсила зал в Копенгагенской ратуше гобеленами, созданными по мотивам гравюр Лоренца Фрёлиха на тему скандинавской мифологии. В течение 18 лет она возглавляла группу художников по гобеленам в ткацкой комнате ратуши, где производились работы. Она также реставрировала гобелены для нескольких датских музеев и статусных домов.

## Биография
Дагмар Ольрик родилась 28 июня 1860 года в Копенгагене в семье художника Хенрика Бенедиктуса Ольрика и Хермины Валентинер. Она выросла вместе со своими семью братьями и сёстрами в семье, где живо интересовались культурой и образованием. Помимо года, проведённого в Женском художественном колледже (дат. Tegne- og Kunstindustriskolen for Kvinder) в 1879 году, она обучалась искусству у своего отца, а затем у художника Вигго Педерсена. Впервые её демонстрировались широкой публике в 1893 году в Шарлоттенборге, в котором она затем часто выставлялась на протяжении многих лет.

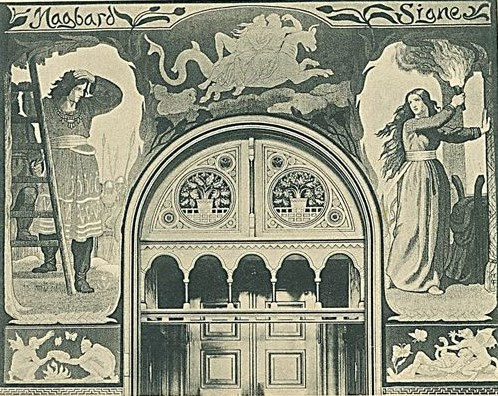
Рисунок Мальте Энгельстеда с одного из гобеленов Ольрик в Копенгагенской ратуше

Однако главным интересом Ольрик пользовались именно гобелены. Ещё в 1986 году она создала сотканную картину на основе рисунка, созданного Йоханной Фримот. В 1900 году, во время учебной поездке по Европе, она изучала искусство ткачества и создания гобеленов, особенно в Риме и Флоренции. В 1902 году она возглавила мастерскую по плетению гобеленов в Копенгагенской ратуше. Там по инициативе своего брата Акселя Ольрик начала украшать ратушу гобеленами в честь 80-летия со дня рождения Лоренца Фрёлиха. Они были основаны на его иллюстрациях к «истории Дании» Фрабриция (1852). Эта работа заняла целых 18 лет. Ольрик также занималась реставрированием гобеленов и другими подобными работами для Национального музея, Копенгагенского университета и нескольких усадебных домов. Ольрик сыграла одну из главных ролей в возрождении в Дании интереса к искусству гобелена. Она также обучила несколько студентов для помощи ей в её работе и продолжения её дела.
Дагмар Ольрик умерла в Клампенборге 22 сентября 1932 года и была похоронена на Западном кладбище Копенгагена.